# فینکانتیری
فینکانتیری (به ایتالیایی: Fincantieri) یک شرکت کشتی‌سازی ایتالیایی در تریسته ایتالیا است. اکنون بزرگترین سازنده کشتی در اروپا، پس از خرید وارد در سال ۲۰۱۳ و ۵۰٪ از اس‌تی‌ایکس فرانسه در سال ۲۰۱۸، گروه فینکانتیری دو برابر شده و به چهارمین شرکت کشتی‌سازی در جهان تبدیل شده است.
این شرکت در بورس ایتالیا ثبت شده است. فینکانتیری تاکنون بیش از ۷٬۰۰۰ کشتی در طول ۲۳۰ سال ساخته است.
در ماه مارس ۲۰۱۵ فینکانتیری بزرگترین قرارداد مستقل خود با ارزش ۴ میلیارد یورو از ابرشرکت کارنیوال به منظور راه‌اندازی و ساخت پنج کشتی جدید گردشی به دست آورد.

## کشتی‌های ساخته شده
فهرست برخی کشتی‌های ساخته‌شده توسط فینکانتیری به شرح زیر است:
- پاسیفیک جوئل
- پاسیفیک داون (کشتی)
- ام‌اس اشتاتندم
- ام‌اس ماسدم
- ام‌اس ریندم
- سان پریسنسس
- کارنوال سانشاین
- ام‌اس ویندم
- داون پرینسس
- سی پرینسس
- دزنی مجیک
- ام‌اس وولندم
- کارناوال تریومف
- دیزنی واندر
- ام‌اس آمستردام
- ام‌وی اوشیانا
- کارناوال ویکتوری
- ام‌اس زوئیدردم
- کارناوال کونکوئست
- ام‌اس اوستردم
- کارناوال گلوری
- کاستا فورتونا
- کاستا مجیکا
- کارنوال ولر
- ناو هواپیمابر ایتالیایی کاوور
- کاستا کنکوردیا
- کارناوال لیبرتی
- ام‌اس نوردم
- کاستا سرنا
- کارنوال اسپلندر
- ام‌اس یورودام
- کارناوال فریدوم
- ام‌وی ونتورا
- روبی پرینسس
- کوستا لومینوزا
- کوستا پسیفیکا
- کارناوال رؤیا
- کوستا دلیزوزا
- ام‌اس آزورا
- کوستا فیولوسا
- کارنوال مجیک
- کوستا فسینوزا
- کارناوال بریز
- رویال پرینسس (۲۰۱۳)
- ریگل پرینسس (۲۰۱۴)
- کوستا دیادما
- وایکینگ استار
- کارناوال ویستا